# 同心栉锉蛤
同心栉锉蛤（学名：Ctenoides concentrica），是莺蛤目狐蛤科Ctenoides属的一种。主要分布于中国大陆、台湾，常栖息在潮间带至潮线下水深20米岩石、砂砾底质浅水域。